# Upplands runinskrifter 89
Upplands runinskrifter 89 är en vikingatida runsten av granit i Skälby, Järfälla socken och Järfälla kommun i Upplanden. Runsten är av grovkornig granit med jämförelsevis jämn och slät yta. Stenen är 132 cm hög, 50 cm bred och 40 cm tjock, med en runhöjd av 7-9 cm. Den står nu någon meter söder om U 88, med vilken den bildar paret "runstenarna vid Häradsvägen". På 1600-talet stod stenarna "inom en krets av mindre, runda stenar". Ristningen är väl huggen och ganska väl bevarad. Det stycke som fattas, saknas redan på de äldsta avbildningarna från 1600-talet.
Olof Rudbeck d.ä. anför, i skriften Atlantica, en fantasifull läsning av denna ristning, för att stödja idén om en nordisk isiskult.

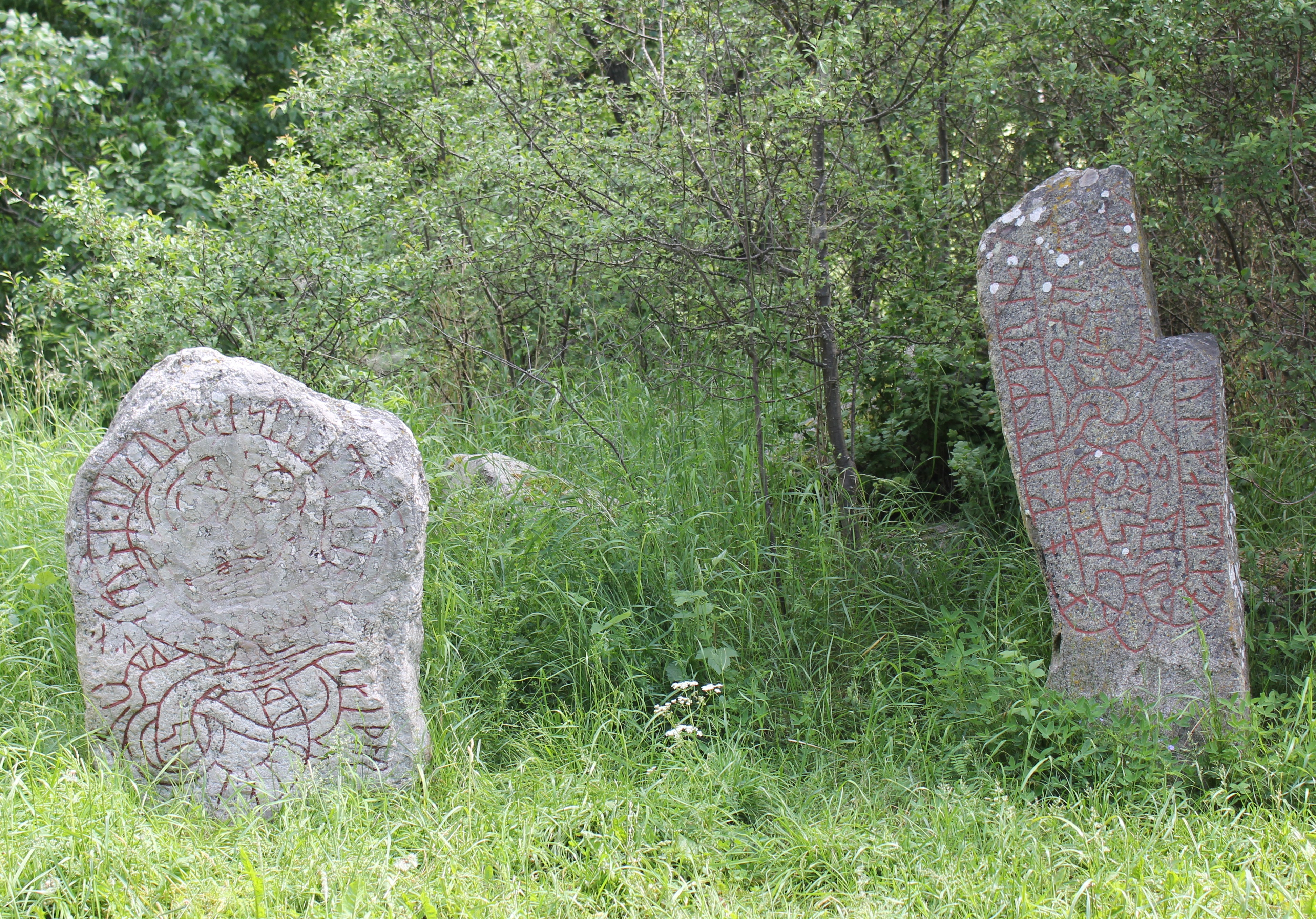
De två runstenarna U 88 och U 89.

## Inskriften
Translitterering av runraden:
· helka · ok · ulmfris · l--u · raisa · st-- · þi... ...- · ulfast · faþur ·· sen
Normalisering till runsvenska:
Hælga ok Holmfriðr l[et]u ræisa st[æin] þe[nna æftiʀ] Holmfast, faður senn.
Översättning till nusvenska:
Helga och Holmfrid läto resa denna sten efter Holmfast, sin fader.